# Терезина-ди-Гояс
Терезина-ди-Гояс (порт. Teresina de Goiás) — муниципалитет в Бразилии, входит в штат Гояс. Составная часть мезорегиона Север штата Гойяс. Входит в экономико-статистический микрорегион Шапада-дус-Веадейрус. Население составляет 3481 человек на 2006 год. Занимает площадь 774,635 км². Плотность населения — 4,5 чел./км².

## Статистика
- Валовой внутренний продукт на 2003 год составляет 6 708 488,00 реалов (данные: Бразильский институт географии и статистики).
- Валовой внутренний продукт на душу населения на 2003 год составляет 2185,18 реалов (данные: Бразильский институт географии и статистики).
- Индекс развития человеческого потенциала на 2000 год составляет 0,672 (данные: Программа развития ООН).